# Abram Fulkerson

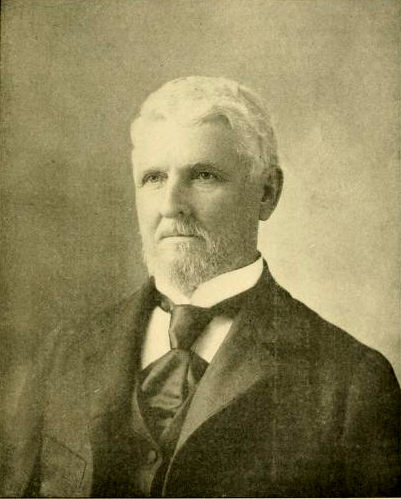
Abram Fulkerson (1902)

Abram Fulkerson (* 13. Mai 1834 im Washington County, Virginia; † 17. Dezember 1902 in Bristol, Virginia) war ein US-amerikanischer Politiker. Zwischen 1881 und 1883 vertrat er den Bundesstaat Virginia im US-Repräsentantenhaus.

## Werdegang
Abram Fulkerson besuchte bis 1857 das Virginia Military Institute in Lexington und unterrichtete danach als Lehrer in Palmyra sowie in Rogersville (Tennessee). Während des  Bürgerkrieges diente er in verschiedenen Einheiten im Heer der Konföderation, in dem er bis zum Oberst aufstieg. Er nahm an mehreren Schlachten teil und wurde mehrfach verwundet. 1864 geriet er in Gefangenschaft. Nach einem an den Krieg anschließenden Jurastudium und seiner 1866 erfolgten Zulassung als Rechtsanwalt begann er in Bristol in diesem Beruf zu arbeiten. Gleichzeitig schlug er eine politische Laufbahn als Demokrat ein. Zeitweise war er auch Mitglied der kurzlebigen Readjuster Party. In den Jahren 1871 bis 1873 saß er im Abgeordnetenhaus von Virginia. Von 1877 bis 1879 gehörte er dem Staatssenat an.
Bei den Kongresswahlen des Jahres 1880 wurde Fulkerson im neunten Wahlbezirk von Virginia in das US-Repräsentantenhaus in Washington, D.C. gewählt, wo er am 4. März 1881 die Nachfolge von James Buchanan Richmond antrat. Bis zum 3. März 1883 konnte er eine Legislaturperiode im Kongress absolvieren. Nach dem Ende seiner Zeit im US-Repräsentantenhaus praktizierte Abram Fulkerson wieder als Anwalt. 1888 wurde er nochmals in das Abgeordnetenhaus von Virginia gewählt. Im Juli 1896 war er Delegierter zur Democratic National Convention in Chicago. Er starb am 17. Dezember 1902 in Bristol.